# Ковернот
Коверно́т, или ко́вер-но́та (англ. cover — покрывать, обеспечивать + англ. note — краткая запись), — документ, выдаваемый страховым брокером страхователю в подтверждение того, что договор страхования по его поручению заключен и содержащий, в частности, список страховщиков по этому договору. В коверноте также указываются условия страхования и тарифная ставка. Страховщик не несет юридической ответственности по коверноту, выданному страховым брокером. Ковернот подлежит замене на страховой полис.
Ковернот применяется также в перестраховании, где может быть имеющим для всех сторон силу юридическим документом, заменяя перестраховочный слип.
По-английски: cover note, insurance covernote.
Синонимы: страховой ковернот, страховая ковернота, брокерский ковернот.